# Calotomus
Genre
Calotomus est un genre de poissons marins tropicaux de la famille des Scaridae (poissons-perroquets), qui fait partie du vaste sous-ordre des Labroidei.

## Description et caractéristiques
Ce genre se distingue parmi les poissons-perroquets du fait que les espèces qui y appartiennent sont les seules de la famille à avoir des dents encore individualisées, et pas fusionnées en bec de perroquet. 

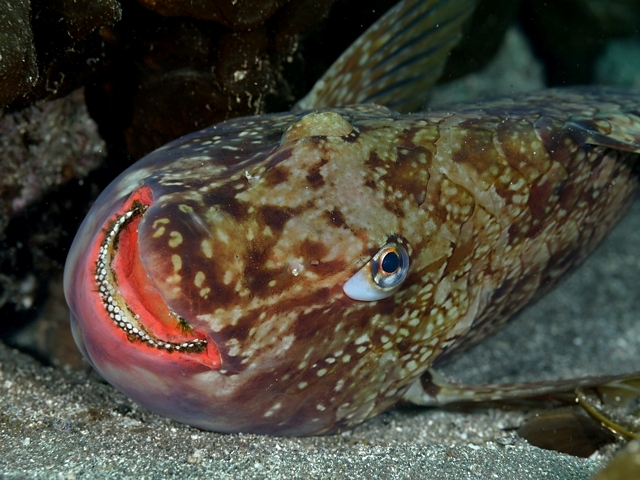
Gros plan sur les dents d'un Calotomus japonicus.

## Liste des espèces
Selon World Register of Marine Species (1 juin 2014) :
- Calotomus carolinus (Valenciennes, 1840)
- Calotomus japonicus (Valenciennes, 1840)
- Calotomus spinidens (Quoy & Gaimard, 1824)
- Calotomus viridescens (Rüppell, 1835)
- Calotomus zonarchus (Jenkins, 1903)

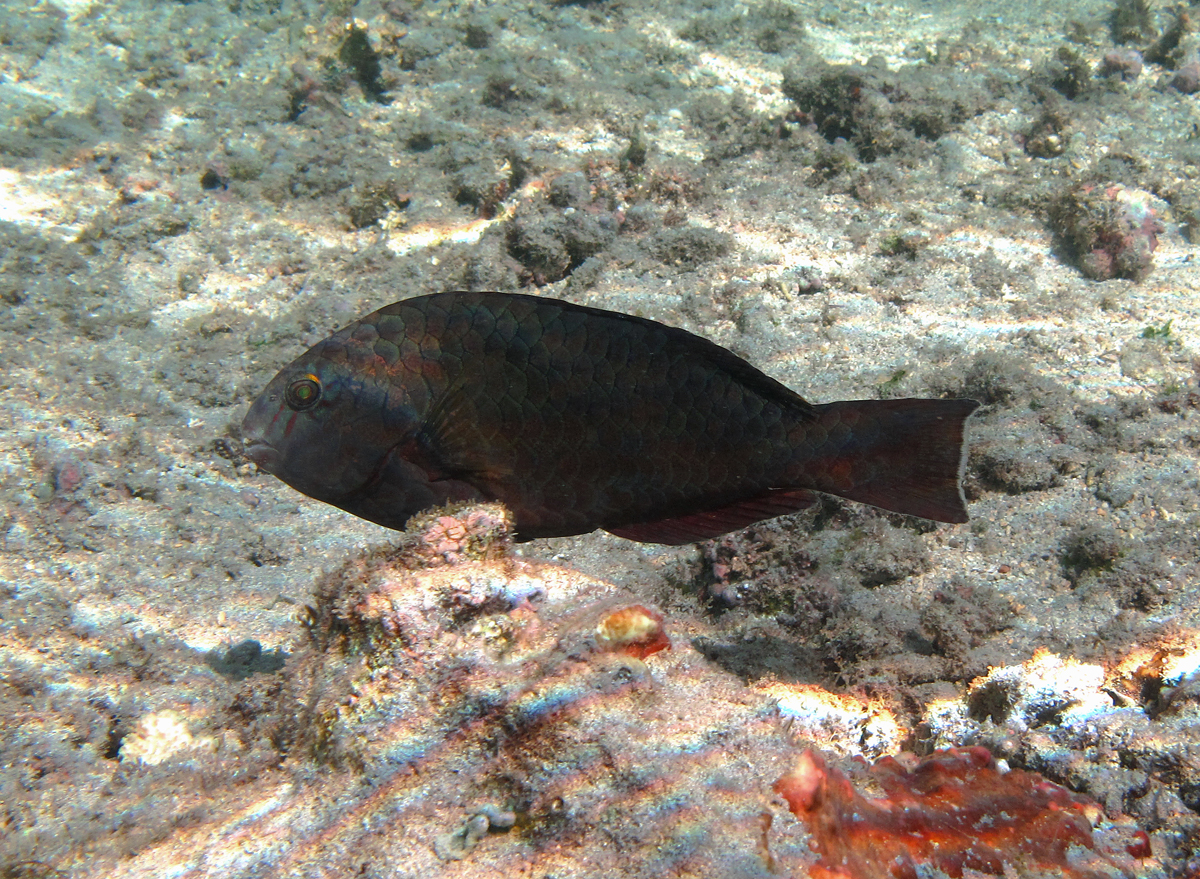
Calotomus carolinus femelle
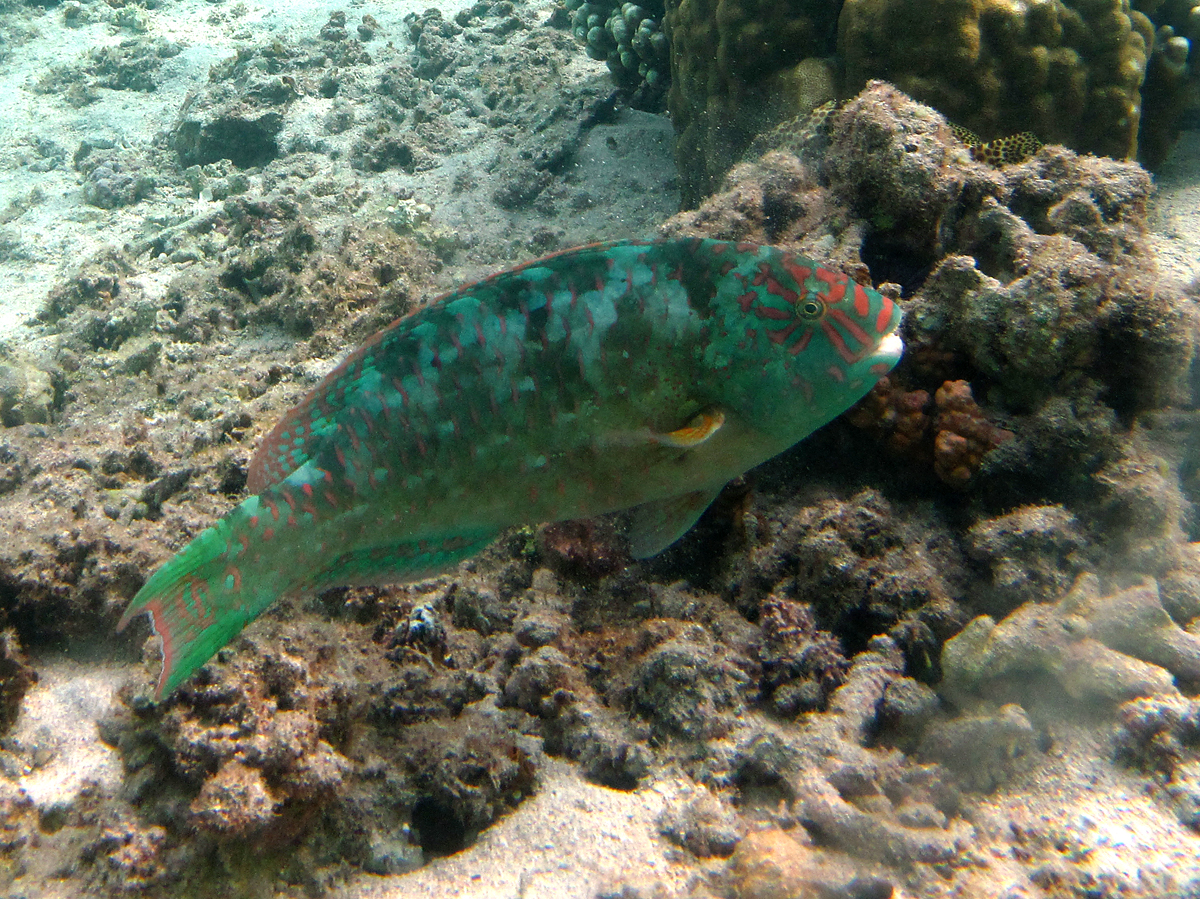
Calotomus carolinus mâle
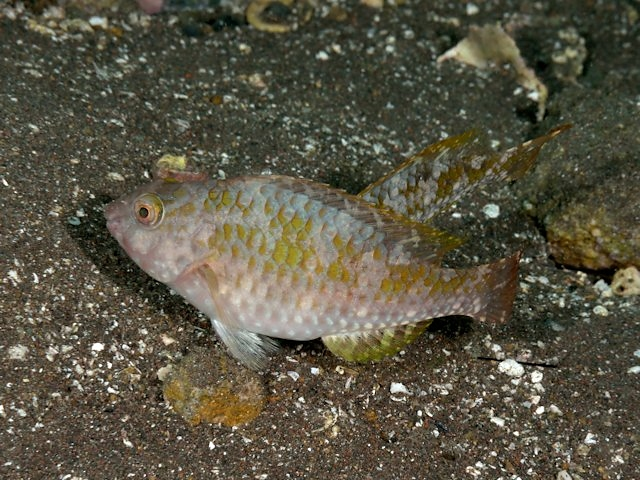
Calotomus japonicus
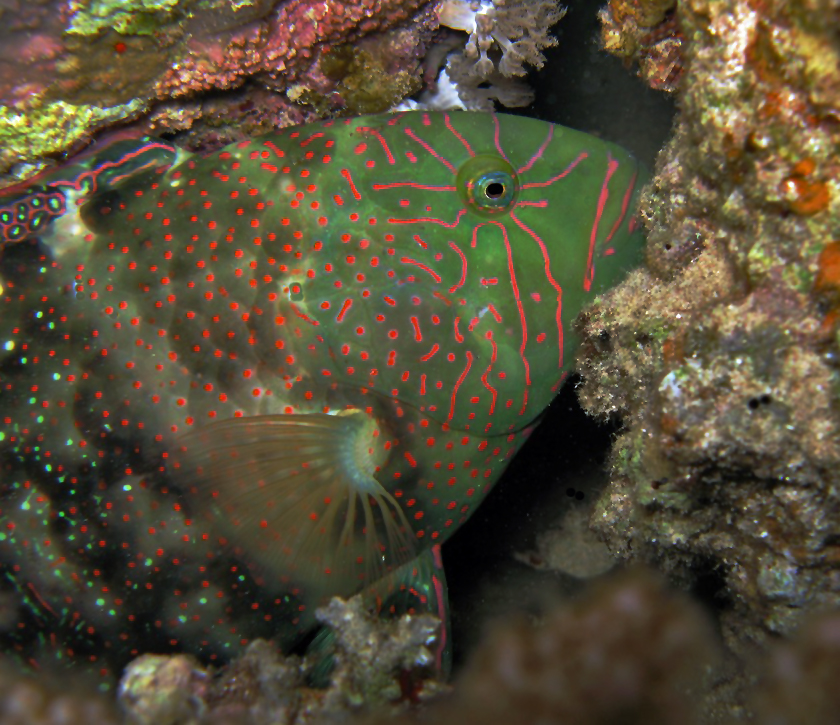
Calotomus viridescens